# Đại hội kết tập kinh điển Phật giáo lần thứ năm
Đại hội kết tập kinh điển Phật giáo lần thứ năm được tổ chức vào năm 1871 ở Mandalay, Miến Điện dưới sự bảo trợ của vua Mindon. Về dự đại hội có 2.400 tu sĩ Phật giáo. Chủ trì đại hội là Thượng tọa Pong Yi Sayadaw. Các nhà sư nổi tiếng như Jāgarābhivamsa, Narindābhidhaja, Sumangalasāmi đã tham dự đại hội.
Kết quả kết tập là toàn bộ Tam tạng được viết trên 729 phiến đá cẩm thạch, mỗi phiến đá cao hơn 1,5 m và rộng gần 1 m, khắc chữ đầy cả hai mặt. Luật tạng khắc trên 101 phiến đá, Kinh tạng trên 520 phiến, và Luận tạng trên 108 phiến. Phần chú giải của Tam tạng được khắc trên 1.774 phiến đá khác. Các phiến đá này được vua cho lưu trữ ở tháp Mahalokamarakhin và tháp Candamunī.